# Středobanátský okruh
Středobanátský okruh (srbsky Srednjebanatski okrug, cyrilicí Средњебанатски округ, chorvatsky Srednjebanatski okrug, maďarsky Közép Bánsági Körzet, slovensky Stredobanátsky okres, rusínsky Стредобанатски окрух, rumunsky Districtul Banatul de Central) se rozkládá v severosrbské autonomní oblasti Vojvodina, v historickém území Banát. V roce 2002 zde žilo 208 456 obyvatel, správní centrum se nachází ve městě Zrenjanin.

## Správní členění

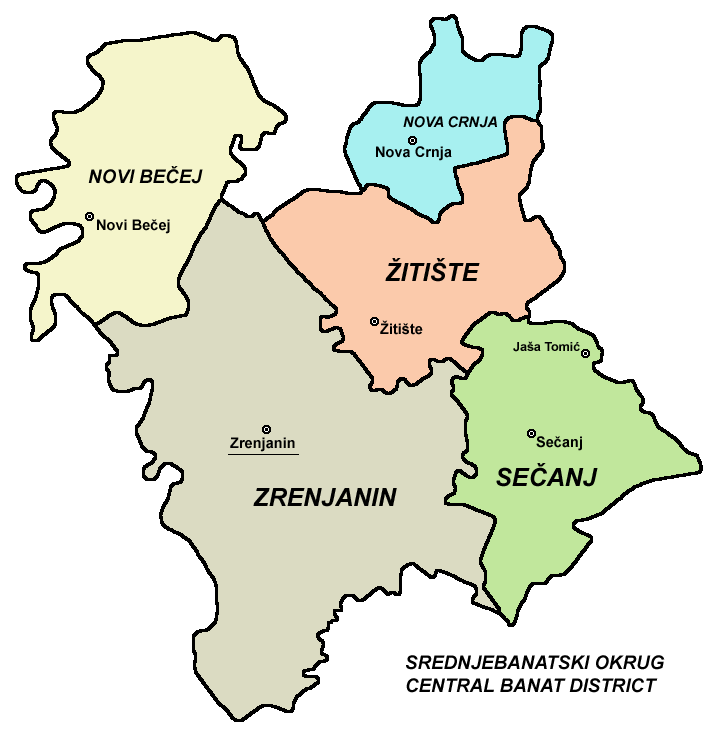
Mapa okruhu

- Novi Bečej
- Nova Crnja
- Žitište
- Sečanj
- Zrenjanin

## Etnické skupiny
- Srbové (72.33%)
- Maďaři (13.35%)
- Cikáni (2.72%)
- Rumuni (2.47%)
- Jugoslávci (1.8%)
- Slováci (1.19%)